# 洪堡海
洪堡海(拉丁语意为"亚历山大·冯·洪堡之海")是位于洪堡盆地内一个月海，正对着冷海的东面。它坐落在月球东北缘并延伸到月球背面。由于它的位置，该特征的可见性受月球天平动振动的影响，有时从地球上可观测到它。
该盆地形成于酒海纪代，在晚雨海世代盆地内被熔岩掩没。比东南方幽暗的月海地层更亮的灰色区为洪堡盆地的丘陵地带，沿盆地的边缘构成了一道山脉，在斜光照射下可以看到。
该月海的月面座标为北纬56.8°、东经81.5°E，直径为273公里，但盆地向四边延伸的范围超出直径600公里的。巨大的别利科维奇环形山坐落在洪堡海西北部，而被熔岩填塞的卫星坑"别利科维奇 A"则横跨别利科维奇环形山的西南边缘和一部分月海地表。
在洪堡盆地中心是一个质量瘤或重力场，该质量瘤最早被月球探勘者飞船的多普勒跟踪仪探测到。
该月表特征被德国天文学家约翰·海因里希·冯·马德勒以德国博物学家、探险家"亚历山大·冯·洪堡"之名命名，以表彰他对未知陆地的探索。这是月球上仅有的二处以人名命名的月海之一，另一个是史密斯海(英国天文学家威廉·亨利·史密斯之名命名)，位于月球东侧边沿。

## 参引资料

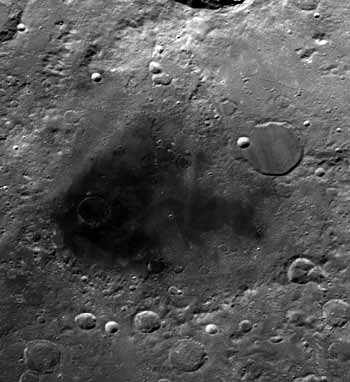
洪堡海位于图中的暗斑区,左上区是别利科维奇环形山。美国宇航局图片

1. ↑  . Gazetteer of Planetary Nomenclature. USGS Astrogeology.   [2015-05-19]. （原始内容存档于2019-12-08）.
2. ↑  A. S. Konopliv, A. B. Binder, L. L. Hood, A. B. Kucinskas, W. L. Sjogren, and J. G. Williams. . Science. 1998, 281 (5382): 1476–1480. PMID 9727968. doi:10.1126/science.281.5382.1476.